# لاک د لا ریور
لاک د لا ریور، (به زبان فرانسوی: Lac de la Rivière) دریاچه‌ای در کانادا است.

## جغرافیا
لاک د لا ریور در منطقه‌ای اداری به نام کاپیتل-ناسیونال قرار دارد.

## همچنین ببینید
- فهرست دریاچه‌های جهان بر پایه مساحت
- فهرست دریاچه‌های جهان بر پایه حجم
- فهرست دریاچه‌های جهان بر پایه ژرفا